# Килл-Девил-Хилс
Килл-Девил-Хилс (англ. Kill Devil Hills) — город в Северной Каролине в округе Дэр недалеко от Китти-Хока. Расположен на Внешних отмелях, барьерных островах Северной Каролины. Поселение стало городом в 1953 году. В 2000 году в городе проживало 5897 человек.

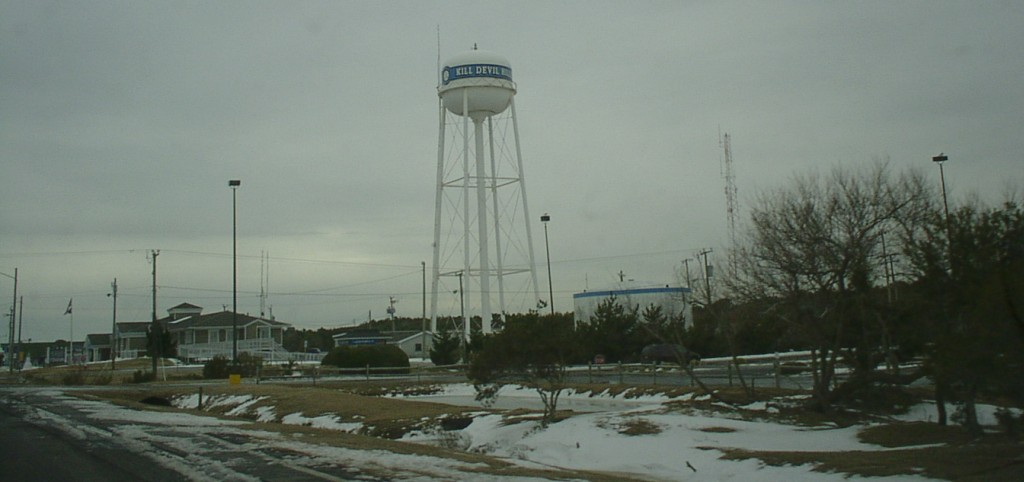
Килл-Девил-Хилс. Водонапорная башня

Именно в этих местах братья Райт осуществили свои первые в мире полёты на моторном аэроплане 17 декабря 1903 года. Песчаные дюны Килл-Девил-Хилс в 6 милях к югу от Китти-Хока, были выбраны братьями Райт из-за постоянных устойчивых ветров и тогдашней отдалённости местности.

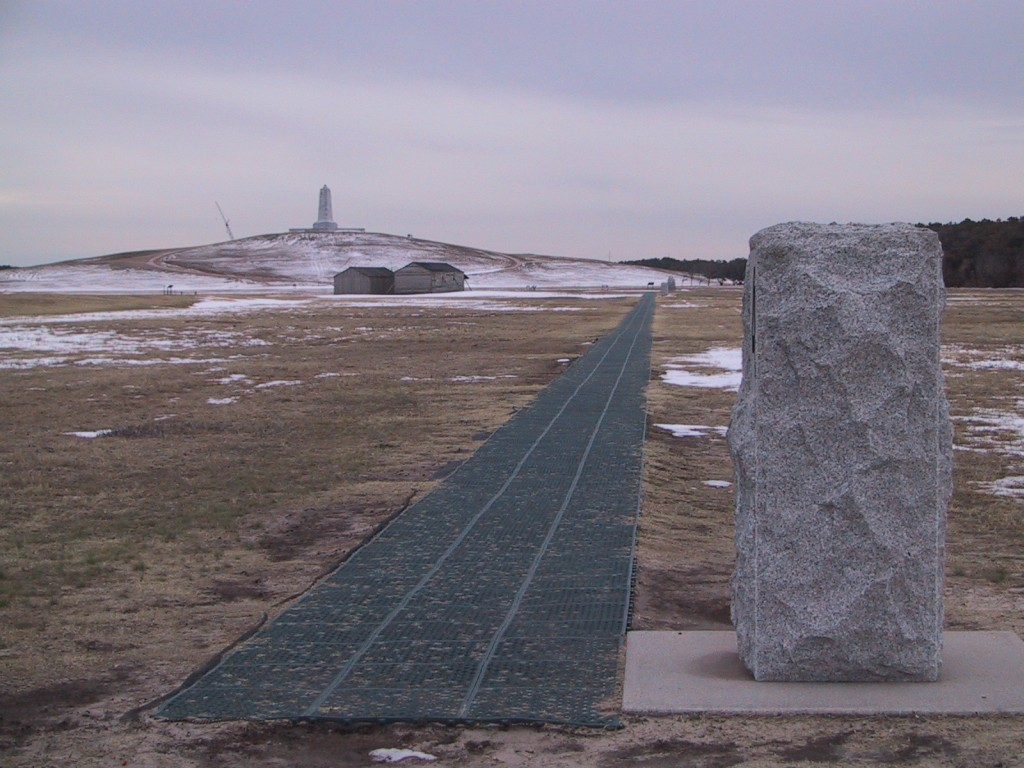
Килл-Девил-Хилс. Взлётная полоса братьев Райт и Национальный мемориал (на заднем плане)

## Происхождение названия
Название песчаных дюн Килл-Девил-Хилс («убивающие дьявола холмы») возникло в колониальную эру. В то время в этих штормовых местах постоянно случались кораблекрушения и многие суда перевозили бочки с ромом. Местные жители собирали выброшенные океаном обломки кораблей, в том числе и бочки с ромом, которые они прятали за песчаными дюнами косы. Ром был настолько крепкий, что, как говорили местные жители, мог «свалить дьявола» («kill the devil»). Со временем это закрепилось за названием дюн.